# Золотухин, Анатолий Борисович
Золотухин Анатолий Борисович (11 марта 1946, Москва — 13 марта 2022) — советский и российский учёный, доктор технических наук, профессор.
Старший вице-президент Мирового нефтяного совета. Почётный работник высшего профессионального образования Российской Федерации. Занимал должности проректора по международной работе в РГУ нефти и газа им. И. М. Губкина, советника при ректорате. Научный руководитель Института арктических нефтегазовых технологий. Заведующий кафедрой бурения скважин, разработки нефтяных и газовых месторождений Высшей школы энергетики нефти и газа САФУ, почетный доктор САФУ.

## Биография
Родился в Москве в семье нефтяников — выпускников МНИ имени И. М. Губкина. В 1969 году окончил МИНХ и ГП имени И. М. Губкина по специальности «Технология и комплексная механизация разработки нефтяных и газовых месторождений». В 1977 году — МГУ им. М. В. Ломоносова по специальности «Прикладная математика». В 1972 году успешно защитил кандидатскую диссертацию, а в 1991 году — докторскую диссертацию. В 1992 был избран профессором кафедры Разработки и эксплуатации нефтяных месторождений.
В 2002 году стал лауреатом премии имени И. М. Губкина за книгу «Основы разработки шельфовых нефтегазовых месторождений и строительство морских сооружений в Арктике» (с соавторами).
Опубликовал свыше 140 академических работ и подготовил 12 кандидатов наук.

## Награды и звания
- Лауреат премии им. И. М. Губкина. Премия имени И. М. Губкина (с соавторами) за книгу «Основы разработки шельфовых нефтегазовых месторождений и строительство морских сооружений в Арктике» (2002)
- Медаль академика Вернадского РАЕН за достижения в науке (2006)
- Медаль Альберта Эйнштейна Американской секции РАЕН за вклад в фундаментальные и прикладные науки (2011)
- Почётный Знак РАЕН за заслуги в развитии науки и экономики России (2011)
- Почётное звание за заслуги в области образования «Почетный работник высшего профессионального образования Российской Федерации» (2011)
- Премия имени И. М. Губкина за серию публикаций и вклад в освоение нефтегазовых ресурсов Арктики (2012)
- Почётный доктор Мурманского государственного технического университета
- Почётный доктор Северного Арктического Федерального университета, г. Архангельск